# River Caldew
Der River Caldew ist ein Fluss im Lake District, Cumbria, England.
Der Caldew entsteht östlich des Skiddaw und westlich des Sale How und fließt zunächst in östlicher Richtung durch ein Tal. Am Ende des Tals am Ort Mosedale wendet er sich nach Norden und fließt in dieser Richtung bis zu seiner Mündung in den River Eden in Carlisle westlich des Carlisle Castle.